# Jack Sim

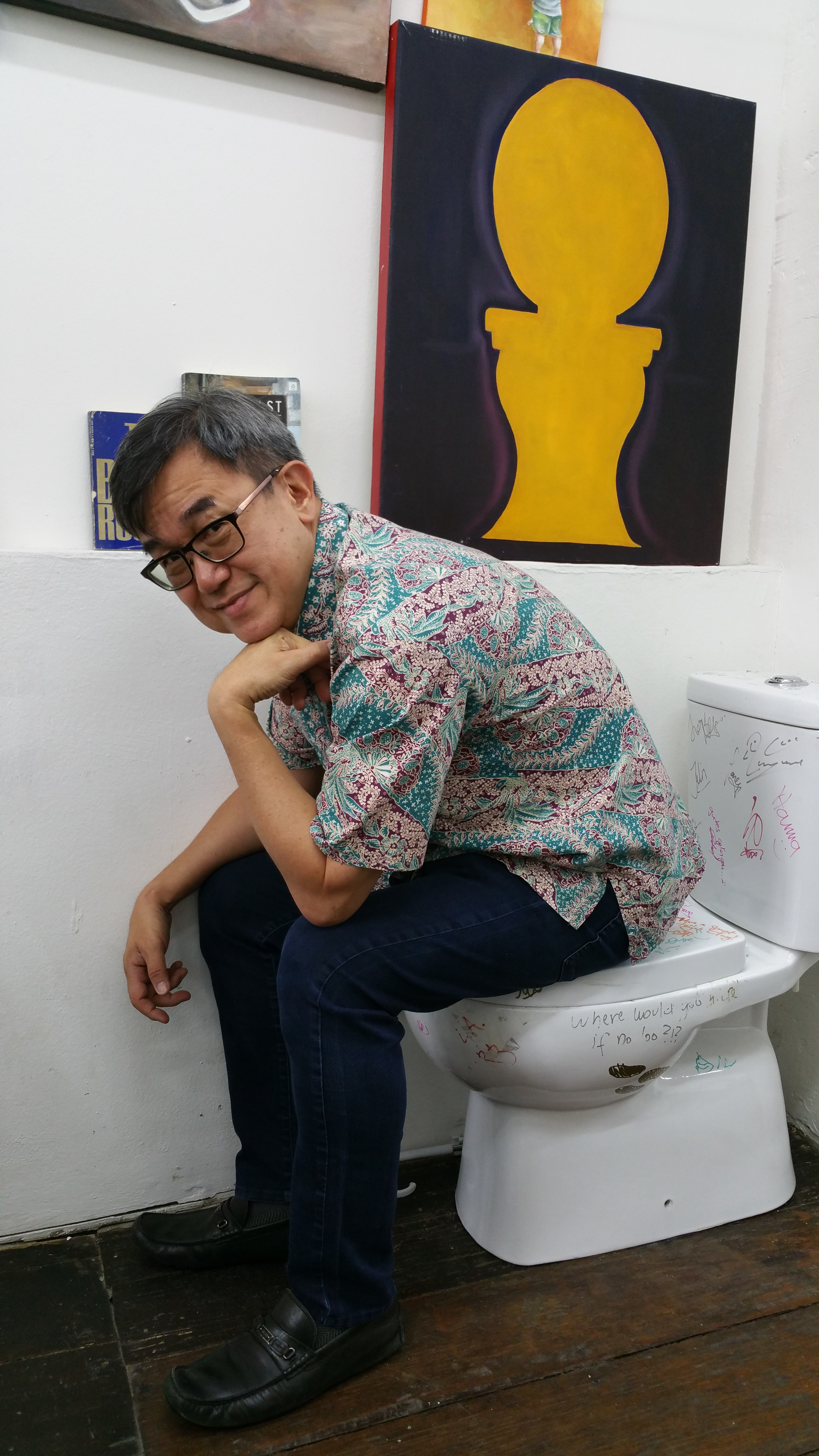
Jack Sim demonstriert – um die Aufmerksamkeit auf die Wichtigkeit von Toiletten zu lenken.

Jack Sim (chinesisch 沈銳華 / 沈锐华, Pinyin Shěn Ruìhuá; * 1957 in Singapur) ist der Gründer der Restroom Association of Singapore, der Welttoilettenorganisation, der Initiative Welttoilettentag und des Bottom of the Pyramid (BoP) Hub. Nachdem er 1997, im Alter von 40 Jahren, finanzielle Unabhängigkeit im Bereich der Bauindustrie erlangt hatte, entschloss er sich, den Rest seines Lebens der Philanthropie zu widmen.
2007 wurde Jack Fellow von Ashoka: Innovators for the Public gewählt und wurde Mitglied der Sustainable Sanitation Alliance, einem Verband aus dem Bereich der Sanitärtechnik.
2008 kürte ihn das Time-Magazine zu einem der Heroes of the Environment (2008).
Er gründete den Bottom of the Pyramid (BoP) Hub (Netzwerktechnik) sowie eine Reihe von Unternehmen und Startups mit sozialem Anspruch. Derzeit baut er ein 65.000 Quadratfuß (6.039 Quadratmeter) großes BOP Design Center, das als World Trade Center für die Armen in Singapur dienen soll, die Geschäftsidee ist: 4 Milliarden Arme zu koordinieren und in einen hocheffizienten Markt zu verwandeln, um die globale Armut zu beenden.

## Erfolge in der Hygiene

### Restroom Association
1998 gründete er die Restroom Association of Singapur (RAS), die sich mit dem Qualitätsmanagement öffentlicher Toiletten in Form von Entwürfen, Bauvorschriften und Arbeitsplatzbeschreibungen von Reinigungskräften befasst.

### World Toilet Organization
2001 erkannte Jack die Notwendigkeit eines globalen Gremiums zum Thema Hygiene und gründete die Welttoilettenorganisation als globale Netzwerk- und Serviceplattform für Toilettenverbände, Hochschulen, Regierungen, UN-Organisationen und Toilettenbeteiligte, um daraus zu lernen eine andere und nutzen Medien- und Unternehmensunterstützung, die wiederum die Regierungen dazu veranlasste, eine solide Hygiene- und Gesundheitspolitik zu fördern.
Seit ihrer Gründung organisierte die Welttoilettenorganisation 17 Kongresse und zwei Welttoilettenausstellungen und -foren, die in Singapur, Seoul, Taipeh, Peking, Belfast, Moskau, Neu-Delhi, Macau, Shanghai und Bangkok, Philadelphia, Durban, Hainan, Solo Indonesien, Kuching, Melbourne und Mumbai stattfanden.
Es unterstützt die Swachh Bharat mission von Premierminister Narendra Modi bei der Implementierung von 110 Millionen Toiletten in Indien und die Revolution der chinesischen Toiletten in Tourismus- und ländlichen Toiletten. Die Welttoilettenorganisation baut im ländlichen China auch 13 Blöcke mit Toiletten der Regenbogenschulen.

### Welttoilettentag
Die Welttoilettenorganisation hat ihren Gründungstag, den 19. November 2001, zum Welttoilettentag erklärt. Dieser Tag wird nun jedes Jahr weltweit gefeiert, um den Zustand von Toiletten und sanitären Einrichtungen weltweit zu verbessern. Im Jahr 2013 haben alle 193 Länder der UN-Generalversammlung den 19. November einstimmig zum offiziellen Welttoilettentag der Vereinten Nationen erklärt.

## Beruflicher Werdegang
Von 1979 bis 1982 war Sim Bauleiter und Vertriebsingenieur bei Diethelm Singapore. In den Jahren 1983 und 1984 war er Direktor von Dalton-Sitraplast Building Supplies Pte Ltd. 1984 gründete Sim Building Supplies (SEA) Pte Ltd., von der er 20 Jahre lang Geschäftsführer war; währenddessen gründete Sim Maybricks Sdn. Bhd (1986), eine Gruppe von Immobilienentwicklungsunternehmen, mit den Namen Nest Development Pte Ltd; Nest Land Pte Ltd; Nest Realty Pte Ltd; Sehr nützliche Ideen Pte Ltd; Terrazorium Pte Ltd, (1986 bis 1997) und TBF Sdn. Bhd, dessen Direktor er von der Gründung im Jahr 1992 bis 2000 war.
1993 bis 2003 war Sim Investor und Gründungsmitglied der Australian International School in Singapur. Von 1996 bis 2006 war Sim Gründer und Präsident der Restroom Association. Von 2001 bis 2018 gründete er diverse Unternehmen: 2001 gründete er World Toilet Organization, 2005 folgte das World Toilet College und 2011 Base of the Pyramid Hub. 2017 gründete Sim Clinicai und 45Rice, 2018 folgten die School of Gumption in Queenstown und Nation Builders.

## Bildung
- Diplom in Immobilienmarketing, Singapore Institute of Surveyor & Valuers, Singapur
- Postgraduierten-Diplom in Internationalem Marketing, University of Strathclyde, Schottland
- Diplom in Betriebswirtschaft, des National Productivity Board, Singapur.
- Master in öffentliche Verwaltung, Lee Kuan Yew School of Public Policy, Singapur
- The Global Solution Program, Singularity University, NASA Research Park, San Francisco

## Dokumentarfilm
Ein Dokumentarfilm über Sims Arbeit als Toilettenaktivist, der über fünf Jahre gedreht wurde, Mr. Toilet, feiert seine Weltpremiere beim vorführungsreichsten Dokumentarfilmfestival Nordamerikas, dem Hot Docs Canadian International Documentary Festival (es wurden 234 Filme vorgeführt und 18 interdisziplinäre Projekte aus der ganzen Welt bearbeitet) in Toronto am 27. April 2019.

## Chronologie der Auszeichnungen
- 2001 erhielt er für „Schaffung eines guten Willens und Offenlegung des Themas“ und „Mobilisierung der nationalen Unterstützung bei der Bereitstellung von Fachwissen vor Ort“ den Preis der Schwab Foundation als sozialer Unternehmer des Jahres.[5]
- 2004: Preis des Singapore Umweltministeriums Singapore Green Plan 2012
- 2006: Recipient of Schwab Foundation’s (Switzerland) of Social Entrepreneur of the Year Award[5]
- 2007: war er der erste Singapore der zum Ashoka Global Fellow gekürt wurde.[6]
- 2008: ernannte ihn die Asian Development Bank zum ADB Water Champion.
- 2008: Named Hero of the Environment by Time Magazine.[3]
- 2008: wurde er vom World Economic Forum in ihren Rat zur Global Agenda Council for Water Security and the GAC for Social Entrepreneurship berufen.
- 2009: ernannte ihn Channel News Asia zum Asian of the Year.
- 2011: ernannten ihn das Reader’s Digest Magazine zum Asian of the Year.
- 2011: Sagte er bei einer Veranstaltung der Clinton Global Initiative[A 4] die Gründung des BOP HUB zu.[7]
- 2012: wurde er zum ersten Sigaporen Synergos Senior Fellow gekürt, New York[8]
- 2014: wurde er zum Samoa Village Chief mit dem Matai (Samoanischer Titel) of Tuifalevao ernannt.
- 2014: sprach er im Oktober auf der TedxSalford Konferenz.[9]
- 2015: wurde er zum Co-convenor of India’s Swachh Andhra Pradesh Initiative ernannt.[10]
- 2016: wurde ihm der Preis des Präsidenten von Singapurs für Volunteerism and/or Philanthropy (Adult), Singapore verliehen.[11]
- 2017: Given Honorary Professorship by Shobhit University, Uttar Pradesh India
- 2018: wurde ihm der Luxembourg Peace Prize for Activist verliehen.[2]
- 2018: Verlieh ihm Elisabeth II. den Commonwealth Points of Light Award[12]